# Занько, Фёдор Петрович
Фёдор Петрович Занько (бел. Фёдар Пятровіч Занько; 19 июля 1921, Заньки, Лепельский район, Витебская область, БССР — 9 мая 1979, Воронь, Лепельский район, Витебская область, БССР) — полный кавалер ордена Славы, участник Великой Отечественной войны.

## Биография

### Довоенная биография
Фёдор Петрович Занько родился 19 июля 1921 года в деревне Заньки Лепельского района Витебской области БССР.
Получив образование в 4 класса, Фёдор Петрович Занько работал кузнецом в колхозе.

### Участие вВОВ
Фёдора Петровича Занько в ряды РККА призвали в мае 1940 года, а в 1941 году Фёдор Петрович Занько окончил полковую школу 139-го стрелкового полка (41-я стрелковая дивизия, Западный фронт).
Фёдор Петрович Занько служил в действующей армии с июля 1941 года.
В сентябре 1942 года, участвуя в Сталинградской битве, Фёдор Петрович Занько получил звание младшего сержанта.
Командир разведывательного взвода старший сержант Фёдор Петрович Занько в районе станции «Тацинская» захватил ценные документы гитлеровцев, и за это был награждён орденом Красной Звезды. После ранения в одном из боёв, Фёдор Петрович Занько, вылечившись в госпитале, был направлен в школу воздушных стрелков, которую окончил в мае 1943 года.
Старший сержант Фёдор Петрович Занько с 24 апреля по 4 августа 1944 года совершил 27 успешных боевых вылетов на бомбардировку живой силы и техники гитлеровцев в районе городов Орша, Борисов, Минск, Алитус, Каунас и др., при этом сбив три вражеских истребителя.
Приказом по 8-й воздушной армии № 053 от 27 августа 1944 года за мужество и отвагу проявленные в боях гвардии старший сержант Фёдор Петрович Занько награждён орденом Славы III степени.
В период с 4 августа по 30 октября 1944 года старшина Фёдор Петрович Занько совершил 22 успешных боевых вылета на бомбардировку живой силы и техники противника на территории Литвы и Восточной Пруссии. В воздушных боях старшина Фёдор Петрович Занько отбил семь атак истребителей гитлеровцев, подавил зенитные орудия и поджёг один автомобиль.
Приказом по 1-й воздушной армии № 076 от 6 ноября 1944 года за мужество и отвагу проявленные в боях гвардии старшина Фёдор Петрович Занько награждён орденом Славы II степени.
В период с 1 ноября 1944 года по 3 марта 1945 года старшина Фёдор Петрович Занько совершил 24 боевых вылета на бомбардировку живой силы и техники противника в районе городов Гумбиннен и Инстербург.
Указом Президиума Верховного Совета СССР от 19 апреля 1945 года за образцовое выполнение заданий командования в боях с немецко-фашистскими захватчиками старшина Фёдор Петрович Занько награждён орденом Славы I степени, став полным кавалером ордена Славы.
За годы Великой Отечественной войны старшина Фёдор Петрович Занько совершил 234 успешных боевых вылета с целью бомбардировки живой силы и боевой техники гитлеровцев, нанеся значительный урон противнику.
Фёдор Петрович Занько был принят в КПСС в 1945 году.

### Послевоенная биография
После демобилизации в 1946 году старшина Фёдор Петрович Занько работал кузнецом на родине в колхозе им. Карла Маркса. Жил в деревне Воронь Лепельского района, Витебской области БССР.
Фёдор Петрович Занько умер 9 мая 1979 года.

## Награды
- 2 ордена Красного Знамени;
- Орден Отечественной войны I степени;
- Орден Красной Звезды;
- Орден Славы I, II и III степеней;
- Медаль «За оборону Сталинграда»:
- 26 благодарностей Верховного Главнокомандующего И. В. Сталина;
- Медали.

## Память
- Имя Ф. П, Занько носит базовая школа в аг. Старое Лядно Лепельского района Витебской области.
- В 2022 году в Старолядненской базовой школе Лепельского района, которая носит имя Героя, установлен бюст полного кавалера ордена Славы Фёдора Занько. Автор бюста — скульптор, член Белорусского союза художников Александр Гвоздиков.